# Yira Sor
Yira Sor (Lagos, 2000. július 24. –) nigériai korosztályos válogatott labdarúgó, a belga Genk csatárja.

## Pályafutása

### Klubcsapatokban
Sor a nigériai Lagos városában született. Az ifjúsági pályafutását a Family Love Academy csapatában kezdte.
2021-ben mutatkozott be a cseh Baník Ostrava első osztályban szereplő felnőtt keretében. 2022-ben a Slavia Prahához igazolt. 2023. január 1-jén 4½ éves szerződést kötött a belga első osztályban érdekelt Genk együttesével. Először a 2023. január 8-ai, Club Brugge ellen 3–1-re megnyert mérkőzés 88. percében, Bilál el-Hanúsz cseréjeként lépett pályára. Első gólját 2022. január 14-én, a Zulte-Waregem ellen hazai pályán 1–0-ás győzelemmel zárult találkozón szerezte meg.

### A válogatottban
Sor 2019-ben debütált a nigériai U20-as válogatottban.

## Statisztikák
2023. február 5. szerint
| Klub          | Szezon   | Osztály            | Bajnokság | Bajnokság | Kupa  | Kupa | Nemzetközi | Nemzetközi | Összesen | Összesen |
| Klub          | Szezon   | Osztály            | Meccs     | Gól       | Meccs | Gól  | Meccs      | Gól        | Meccs    | Gól      |
| ------------- | -------- | ------------------ | --------- | --------- | ----- | ---- | ---------- | ---------- | -------- | -------- |
| Baník Ostrava | 2020–21  | Czech First League | 9         | 0         | 1     | 0    | —          | —          | 10       | 0        |
| Baník Ostrava | 2021–22  | Czech First League | 16        | 3         | 3     | 1    | —          | —          | 19       | 4        |
| Baník Ostrava | Összesen | Összesen           | 25        | 3         | 4     | 1    | 0          | 0          | 29       | 4        |
| Slavia Praha  | 2021–22  | Czech First League | 10        | 1         | 1     | 0    | 6          | 6          | 17       | 7        |
| Slavia Praha  | 2022–23  | Czech First League | 3         | 0         | 1     | 0    | 5          | 2          | 8        | 2        |
| Slavia Praha  | Összesen | Összesen           | 13        | 1         | 2     | 0    | 11         | 8          | 26       | 9        |
| Genk          | 2022–23  | Jupiler League     | 6         | 2         | 1     | 0    | —          | —          | 7        | 2        |
| Összesen      | Összesen | Összesen           | 44        | 6         | 7     | 1    | 11         | 8          | 62       | 15       |